# Clarence Adler
Clarence Adler   (Cincinnati, 10 de març de 1886 - Nova York, 24 de desembre de 1969) pianista i professor de música estatunidenc.
Fill d'un conductor de tramvia, immigrant jueu d'Alemanya. Va estudiar amb el professor del "Cincinnati College of Music Romeo Gorno", després a Berlín amb Leopold Godowsky. Va tocar en un trio de piano amb Anton Ecking i Alfred Wittenberg. El 1913 va tornar als Estats Units i es va establir a Nova York, va actuar amb lOrquestra Filharmònica de Nova York sota la direcció de Willem Mengelberg i lOrquestra Simfònica de Nova York sota la direcció de Walter Damrosch. El 1916, Adler es va casar amb la seva alumna Elsa Adrienne Richard (anglès Elsa Adrienne Richard; 1895 - de 1989) i, juntament amb ella va adquirir una casa prop de la ciutat de Lake Placid, que la parella, a partir de 1924, es va convertir en una escola d'estiu de música privada anomenada Ka-ren-io-ke, que és l'idioma dels "Iroquois" significava "lloc d'una cançó preciosa". En aquesta escola de música, la parella Adler va ensenyar i/o interpretar a molts músics destacats, inclòs Aaron Copland.
El fill de l'Adler és el compositor de musicals de Broadway Richard Adler (1921-2012).